# Federico Rosazza

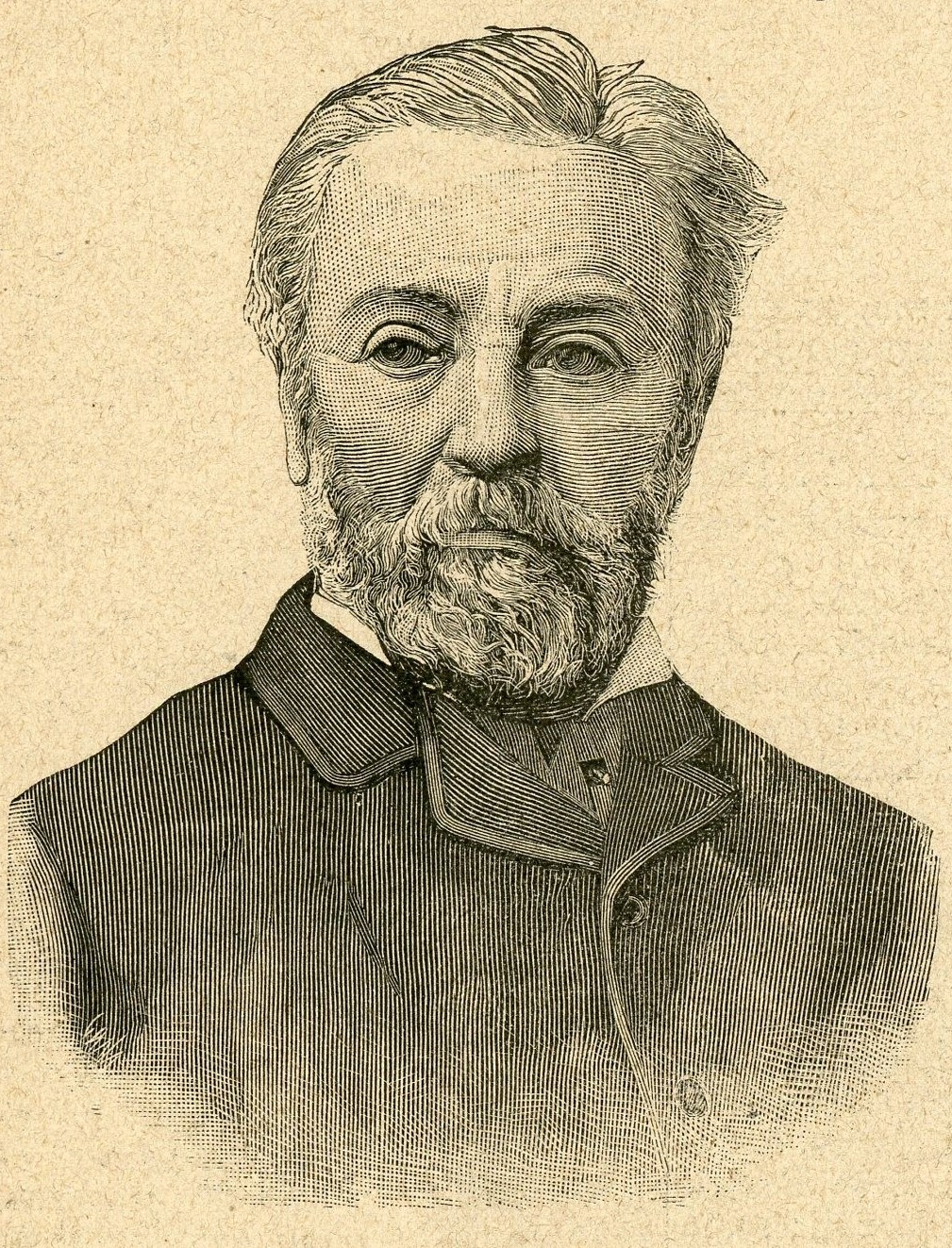
Federico Rosazza

Federico Rosazza Pistolet (Rosazza, 4 marzo 1813 – Rosazza, 25 settembre 1899) è stato un politico italiano, famoso per avere realizzato numerose opere a favore della popolazione della Valle Cervo.

## Biografia
Figlio di Anna Maria Mosca Belrosa e di Vitale Rosazza, notaio e impresario edile, nacque il 4 marzo 1813 a Rosazza.

Iniziò gli studi in Valle Cervo e poi nel seminario di Biella, orientato ad abbracciare la carriera ecclesiastica. A quindici anni abbandonò il seminario e chiese alla propria famiglia di essere impiegato in un cantiere di Genova, città nel cui ampliamento ottocentesco l'impresa familiare ebbe un ruolo notevole. Frequentò il collegio presso i padri Somaschi ed entrò poi all'università laureandosi in giurisprudenza nel 1835. Nel corso dei suoi studi strinse amicizia con vari patrioti liguri tra i quali Giuseppe Mazzini ed aderì alla Giovine Italia.

Il ricordo della moglie e della sua unica figlia, entrambe morte prematuramente, lo spinsero ad agire a favore della propria terra d'origine e della popolazione locale.
Nell'ultimo trentennio dell'Ottocento realizzò a proprie spese numerose opere pubbliche per migliorare la vita dei propri concittadini ed abbellire Rosazza e la Valle Cervo.
Utilizzò per queste opere maestranze e materiali locali, contribuendo così allo sviluppo economico di questa area montana. La sua fede mazziniana e i suoi legami con la massoneria gli alienarono le simpatie di parte degli ambienti ecclesiastici, nonostante il fatto che tra le opere da lui finanziate fossero compresi anche alcuni edifici religiosi (primo fra tutti la chiesa di Rosazza) che riporta architetture e simboli esoterici (svastica e pentalfa sul campanile). 
L'appartenenza alla massoneria oltre agli interessi all'alchimia e in generale il mondo esoterico, fino ai templari, lo portarono a riempire di simboli legati a quel mondo tutte le opere da lui realizzate chiese e cimiteri compresi. Così in Valle Cervo, e soprattutto nel paese di Rosazza, galleria compresa, si possono ritrovare decine di simboli massonici.
Il 21 novembre 1892 fu nominato senatore del Regno su proposta del deputato Luigi Guelpa; morì a Rosazza il 25 settembre 1899.

## Opere
Le principali opere volute da Federico Rosazza riguardano il paese natale, ai tempi frazione di Piedicavallo. A lui si devono il cimitero monumentale, la chiesa parrocchiale, l'attuale sede del Municipio e il castelletto neogotico che sorge a monte dell'abitato in direzione del Colle della Gragliasca.
Realizzò poi comode mulattiere per migliorare il collegamento pedonale tra la Valle Cervo e le vallate circostanti, le più note delle quali sono quelle che conducono al Colle della Vecchia e a quello della Gragliasca.
Ma l'infrastruttura viaria più importante fu senza dubbio il collegamento stradale tra i santuari di San Giovanni d'Andorno e di Oropa tramite una galleria che sottopassa il Colle della Colma.
Il traforo e la strada di accesso furono costruiti fra il 1889 ed 1898 e sono utilizzati ancora oggi.
Vanno infine ricordati numerosi interventi minori tra i quali fontane e abbeveratoi sparsi per le borgate della valle ed alcune belle incisioni rupestri nel vallone della Gragliasca ed attorno al Lago della Vecchia.
In molte di queste opere è possibile ritrovare simboli legati alla massoneria e all'occultismo, interessi che Federico Rosazza condivise con un suo grande amico, il pittore e architetto di Graglia Giuseppe Maffei(1821-1901). Quest'ultimo fu stretto collaboratore del senatore in molte delle sue realizzazioni nel biellese (palazzi, edifici, monumenti) e a lui fu affidata la guida dei lavori artistici connessi con la realizzazione della Galleria Rosazza. Alcune fonti sostengono che fosse dotato di poteri medianici e facoltà paranormali, ed è certo il suo forte interesse per lo spiritismo. Pare per esempio che molte decisioni in campo artistico venissero prese dal pittore solo dopo la consultazione del proprio "spirito guida", in particolare il Maffei pare fosse spesso in contatto con un suo antenato risalente all'antichissima città etrusca di Volterra, difatti il pittore era nato a Graglia ma di antichissima origine volterrana.

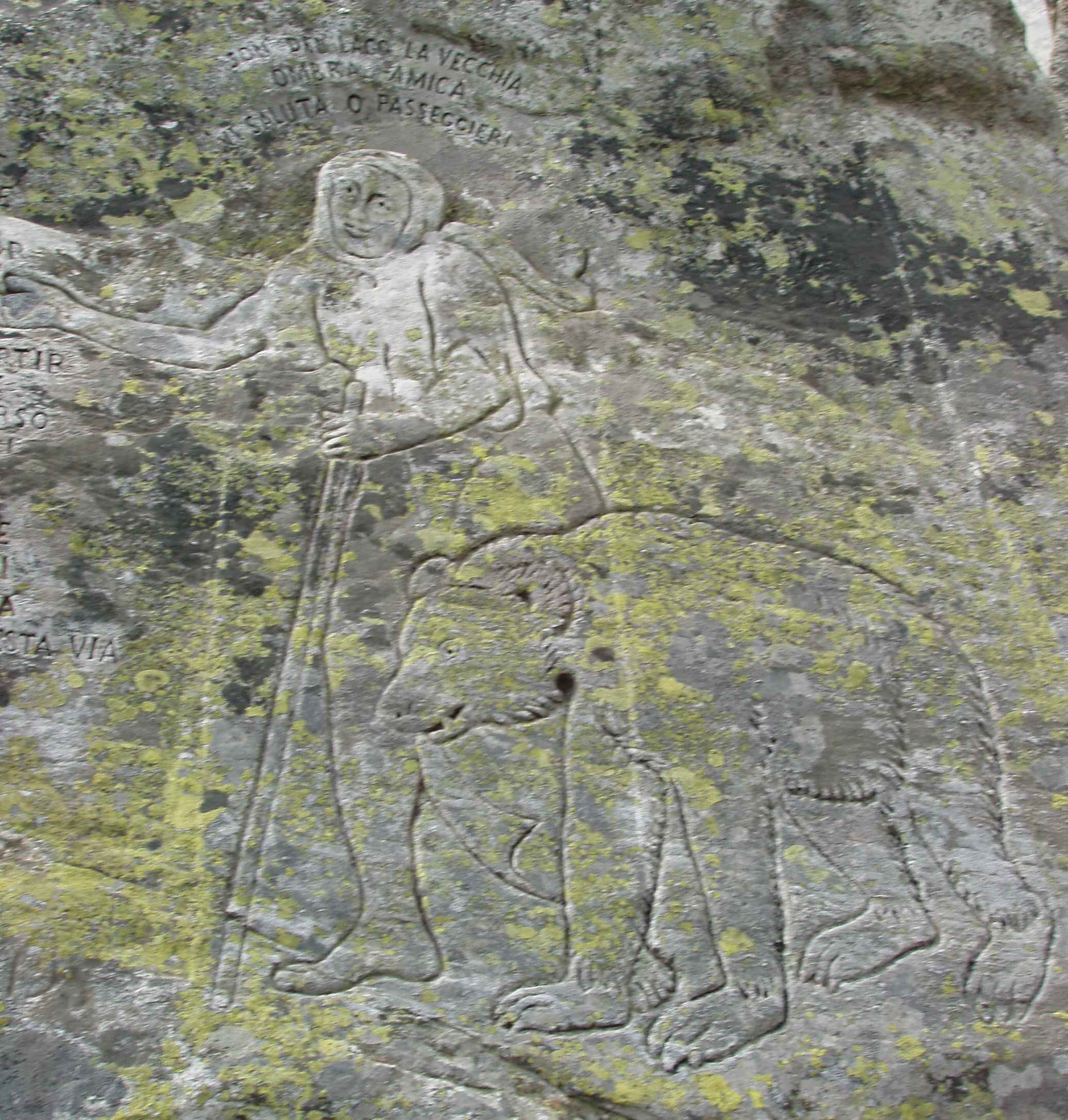
L'incisione rupestre dedicata alla leggenda della vecchia del lago e del suo orso

Su progetto di Maffei, il senatore Rosazza finanziò la costruzione della Chiesa-Tempio nel paese omonimo. Ritenendo il Maffei dotato di facoltà extrasensoriali, i due furono impegnati in sedute spiritiche con lo scopo di invocare gli spiriti-guida e le anime di illustri maestri spirituali defunti.

La loro attività fu profondamente influenzata dall'incontro col medium polacco Andrzej Towiański, accolto a Torino dalle leggi volute da Cavour e dalla corona sabauda in un periodo nel quale gli occultisti erano condannati all'esilio in tutta Europa.

### Produzioni video

#### Film
- Il film The Broken Key regia di Louis Nero cita il personaggio del Federico Rosazza interpretato dall'attore Christopher Lambert.